# Championnats du monde de course d'orientation 2023
Navigation
Édition précédente Édition suivante
Les championnats du monde de course d'orientation 2023, trente-huitième édition des championnats du monde de course d'orientation, ont lieu du 11 au 16 juillet 2023 dans le canton des Grisons entre Flims et Laax, en Suisse.

## Podiums
| Épreuves         | Or                                                         | Or      | Argent                                                   | Argent  | Bronze                                                            | Bronze  |
| ---------------- | ---------------------------------------------------------- | ------- | -------------------------------------------------------- | ------- | ----------------------------------------------------------------- | ------- |
| Moyenne distance | Tove Alexandersson                                         | 37:26   | Natalia Gemperle                                         | 39:44   | Hanna Lundberg                                                    | 40:00   |
| Longue distance  | Simona Aebersold                                           | 1:21:43 | Tove Alexandersson                                       | 1:22:14 | Andrine Benjaminsen                                               | 1:29:03 |
| Relais           | Suède- Hanna Lundberg - Sara Hagström - Tove Alexandersson | 1:47:26 | Suisse- Elena Roos - Natalia Gemperle - Simona Aebersold | 1:51:54 | Norvège- Marianne Andersen - Marie Olaussen - Andrine Benjaminsen | 1:57:25 |

| Épreuves         | Or                                                     | Or      | Argent                                                    | Argent  | Bronze                                               | Bronze  |
| ---------------- | ------------------------------------------------------ | ------- | --------------------------------------------------------- | ------- | ---------------------------------------------------- | ------- |
| Moyenne distance | Matthias Kyburz                                        | 38:19   | Joey Hadorn                                               | 40:19   | Jannis Bonek                                         | 40:26   |
| Longue distance  | Kasper Fosser                                          | 1:33:06 | Matthias Kyburz                                           | 1:33:57 | Olli Ojanaho                                         | 1:37:37 |
| Relais           | Suisse- Daniel Hubmann - Joey Hadorn - Matthias Kyburz | 1:57:16 | Finlande- Topi Syrjäläinen - Olli Ojanaho - Miika Kirmula | 1:57:59 | Suède- Albin Ridefelt - Gustav Bergman - Emil Svensk | 1:58:13 |

## Tableau des médailles
| Rang  | Nation   | Or | Argent | Bronze | Total |
| ----- | -------- | -- | ------ | ------ | ----- |
| 1     | Suisse   | 3  | 4      | 0      | 7     |
| 2     | Suède    | 2  | 1      | 2      | 5     |
| 3     | Norvège  | 1  | 0      | 2      | 3     |
| 4     | Finlande | 0  | 1      | 1      | 2     |
| 5     | Autriche | 0  | 0      | 1      | 1     |
| Total | Total    | 6  | 6      | 6      | 18    |